# Cixius chydaea
Cixius chydaea är en insektsart som beskrevs av Tsaur 1991. Cixius chydaea ingår i släktet Cixius och familjen kilstritar. Inga underarter finns listade i Catalogue of Life.